# Hiroki Okuda
Hiroki Okuda (japanisch 奥田 裕貴 Okuda Hiroki; * 5. Oktober 1992 in der Präfektur Osaka) ist ein japanischer Fußballspieler.

## Karriere
Okuda erlernte das Fußballspielen in der Schulmannschaft der Hatsushiba Hashimoto High School und der Universitätsmannschaft der Meiji-Universität. Seinen ersten Vertrag unterschrieb er 2015 bei Igosso Kochi (heute: Kochi United SC). Für den Verein absolvierte er 26 Ligaspiele. 2017 wechselte er zum Drittligisten YSCC Yokohama nach Yokohama. Für Yokohama absolvierte er zehn Ligaspiele. 2018 wechselte er zum Ligakonkurrenten Gainare Tottori. Für den Verein, der in der Präfektur Tottori beheimatet ist, absolvierte er 18 Ligaspiele. 2019 wechselte er nach Miyazaki zum Viertligisten Tegevajaro Miyazaki. Als Tabellenzweiter stieg er mit dem Verein Ende 2020 in die dritte Liga auf.